# Moritz Schlick
(Herbert Feigl e Albert Blumberg, introduzione a "Teoria generale della conoscenza")
Moritz Schlick (Berlino, 14 aprile 1882 – Vienna, 22 giugno 1936) è stato un fisico e filosofo tedesco.
Fondatore del positivismo logico (o neopositivismo) e del Circolo di Vienna, nacque a Berlino da una famiglia benestante e studiò fisica a Heidelberg, Losanna e, infine, a Berlino con Max Planck.
A Vienna, dove fu assassinato, gli è stata dedicata una lapide.

## Biografia e carriera

### Gli studi di fisica e le prime pubblicazioni
Nel 1904 completò la dissertazione Sulla riflessione della luce in un mezzo non omogeneo. Nel 1908 pubblicò La saggezza della vita, un volume breve sull'edonismo, e, nel 1910, La natura del vero secondo la logica moderna, tesi di abilitazione alla docenza. Schlick compose diversi saggi dedicati all'estetica prima di rivolgere definitivamente la sua attenzione alle questioni epistemologiche e ai problemi della scienza. Nel 1915 pubblicò uno studio sulla teoria della relatività di Albert Einstein, a breve seguito da un secondo studio sul concetto di Spazio e tempo nella fisica moderna alla luce degli sviluppi più recenti della fisica post-newtoniana.

### Gli anni venti: il Circolo di Vienna
Nel 1922 Schlick venne nominato professore di filosofia delle scienze induttive, incarico precedentemente ricoperto da Ernst Mach, presso l'Università di Vienna. In quegli anni due avvenimenti cambiarono la sua vita: nel 1921 la pubblicazione del Tractatus logico-philosophicus di Ludwig Wittgenstein e nel 1924 la costituzione del Circolo di Vienna. Il gruppo di filosofi e scienziati che si raccolse attorno a Schlick fece della discussione del testo wittgensteiniano l'argomento centrale degli incontri del Circolo. Benché Wittgenstein abbia incontrato Schlick assieme a Friedrich Waismann e le sue teorie siano state adottate dal Circolo, il filosofo austriaco non prese mai parte alle attività del gruppo.

### Il principio di verificazione
Nel 1918 Schlick pubblicò la Teoria generale della conoscenza contro la teoria kantiana dei giudizi sintetici a priori, probabilmente la sua opera principale nel campo della filosofia della scienza. Tra il 1926 e il 1930 scrisse i Problemi dell'etica. Condividendo il pensiero di Wittgenstein, Schlick definì la filosofia un'attività mentale tesa a verificare le procedure, i metodi e gli elementi scientifici. Nello stesso periodo i membri del Circolo di Vienna composero il manifesto antimetafisico del gruppo (La concezione scientifica del mondo) e lo dedicarono a Schlick.
Negli anni trenta Schlick definì la propria concezione del linguaggio e diede la formulazione ufficiale del principio di verificazione, o verificabilità, destinato a divenire uno slogan del Circolo di Vienna. Il principio di verificazione è un criterio di significato secondo il quale una proposizione ha significato se, e solo se, è verificabile. Il neoempirismo si distinse dal quello tradizionale perché propose di analizzare l'espressione anziché le facoltà umane. Schlick riconobbe in Socrate il padre della filosofia, in quanto ricercò il significato delle proposizioni fondamentali per la condotta morale dell'uomo, significato che allora come oggi, apparve a Schlick incerto e problematico.

### L'avvento del nazismo
Con l'avvento del nazismo, mentre molti membri del Circolo si rifugiavano in Inghilterra e negli Stati Uniti, Schlick decise di rimanere a Vienna dove, nel 1935, ricevette la visita di Herbert Feigl, cui confessò tutta la sua preoccupazione per ciò che stava avvenendo in Germania. Il 22 giugno 1936, mentre saliva le scale dell'università, Schlick fu avvicinato da tal Johann (o Hans) Nelböck, uno studente che lo contestò per le tesi sostenute in un saggio. Quando Schlick fece per obiettare, il contestatore estrasse una pistola e gli sparò uccidendolo. Lo studente fu immediatamente processato ma il sentimento razzista lo trasformò in un "eroe ariano" contro la "filosofia senza anima" del Circolo (i più dimenticarono che Schlick era tedesco). L'assassino fu scarcerato nel 1938 e dopo l'Anschluss divenne membro del Partito nazionalsocialista austriaco.

## Opere principali
- Das Wesen der Wahrheit nach der modernen Logik, 1910 (tr. it. di Martino Cambula: L'essenza della verità secondo la logica moderna, Soveria Mannelli, Rubbettino, 2001).
- Allgemeine Erkenntnislehre, Berlino 1918 (tr. it. di Ernesto Palombi: Teoria generale della conoscenza, Milano, Franco Angeli, 1986).
- Fragen der Ethik, Vienna 1930 (tr. it. di Anna Ioly Piussi: Problemi di etica e aforismi, Bologna, Patron, 1970).
- "Form and Content. An Introduction to Philosophical Thinking" (1932), in Schlick M., Gesammelte Aufsätze 1926-1936, hrsg. von Friedrich Waismann, Vienna, Gerold, 1938, pp. 151-249 (tr. it. di Paolo Parrini e Simonetta Ciolli Parrini, Forma e contenuto, Torino, Boringhieri, 1987).